# Український державний університет залізничного транспорту
Український державний університет залізничного транспорту — державний заклад вищої освіти, підпорядкований Міністерству освіти і науки України та розташований у Харкові.

## Історія
Історія Українського державного університету залізничного транспорту (УкрДУЗТ) розпочинається 12 червня 1930 року, коли постановою Ради Народних Комісарів УРСР № 19/672 для покриття гострої потреби у фахівцях стрімко зростаючої залізничної галузі було створено Харківський експлуатаційно-тяговий інститут залізничного транспорту (ХЕТІЗТ). З 1 вересня 1930 року тут розпочали навчання 432 студенти, а також запрацювала аспірантура.
На початку 1930-х років інститут розбудовував матеріально-технічну базу, увібравши до свого складу Вищі технічні курси Наркомату шляхів сполучення. У 1932 році переїхав до будівлі Управління Північно-Донецької залізниці (нині один із навчальних корпусів) і змінив назву на «Харківський експлуатаційно-механічний інститут інженерів залізничного транспорту», а восени 1933 року — на «Харківський інститут інженерів залізничного транспорту» (ХІІТ). Кількість студентів швидко зростала: якщо у 1933 році їх було 1564, то в 1934/1935 навчальному році — 2144. Важливою подією стало приєднання влітку 1934 року Київського залізничного інституту разом із факультетом експлуатації шляхів сполучення, започаткованим іще 1918 році у Києві. Тоді ж в ХІІТі офіційно розпочав роботу інженерно-економічний факультет (нині — економічний), існували механічний факультет, вечірнє відділення та філіал у Києві. У 1930-х роках у ХІІТі стали готувати не лише інженерів-механіків і фахівців з експлуатації рухомого складу, а й будівельників, електриків, економістів. Розвивалися лабораторії з фізики, хімії, теплотехніки, створювалися навчальні майстерні, зростала кількість викладачів із науковими ступенями й званнями.
Восени 1941 року ХІІТ було евакуйовано до Ташкента (Узбекистан), куди перевезли майно, обладнання, бібліотеку та архів. Паралельно з навчальними заняттями студентів і викладачів залучали до будівництва каналів, заводів і залізниць, а також до збирання бавовни. Понад сто працівників і студентів вирушили на фронт, 15 із них загинули. Після встановлення радянського контролю в Харкові інститут повернувся до свого міста; вже у грудні 1944 року відновилися заняття. У 1946/1947 навчальному році діяло чотири факультети: механічний, руху (експлуатаційний), інженерно-економічний і будівельний; кількість студентів сягнула 1400. У 1947 році ХІІТ досяг довоєнних показників випуску фахівців. У 1953/1954 навчальному році з’явився новий навчальний корпус площею 5300 м², було облаштовано дванадцять лабораторій і 23 кабінети.
У 1960 році заснували факультет «Автоматика, телемеханіка та зв’язок» (АТЗ), нині відомий як факультет «Інформаційно-керуючі системи та технології» (ІКСТ). У 1960-х роках в інституті сформувався висококваліфікований науково-педагогічний колектив: майже половина викладачів мала вчені ступені й звання, на 17 із 28 профільних кафедр працювали професори, доктори наук. Було видано десятки монографій, розроблено підручники й посібники для транспортних вищих навчальних закладів. У 1970–1980-ті роки ХІІТ перетворився на один із найбільших транспортних закладів вищої освіти, де діяли вісім факультетів (механічний, експлуатаційний, будівельний, АТЗ, інженерно-економічний, вечірній, заочний і факультет підвищення кваліфікації) та 37 кафедр. Кількість студентів сягнула 9000, щороку дипломи отримували близько 1400 молодих спеціалістів. У цей період розвивалася співпраця з Південною залізницею та промисловими підприємствами Харківщини: укладалися угоди про науково-технічне співробітництво, відкривалися філії кафедр на виробництві.
У 1993 році ХІІТ отримав IV рівень акредитації та статус Харківської державної академії залізничного транспорту (ХарДАЗТ).
У 1996 році створено Навчально-науковий інститут перепідготовки та підвищення кваліфікації кадрів, (нині — Навчально-науковий центр освіти дорослих, ННЦОД) для організації післядипломної освіти і підвищення кваліфікації.
Згідно з наказом Міністерства транспорту України № 364 від 28 травня 2001 року ХарДАЗТ перейменовано в Українську державну академію залізничного транспорту (УкрДАЗТ).
У 2005–2007 роках сформовано Центр навчально-практичної підготовки (ЦПП), який згодом розширив діяльність, опікуючись також працевлаштуванням студентів і випускників; у 2020 році його реорганізували в Центр навчально-практичної підготовки, професійної та дуальної освіти (ЦНПП). Лиманська заочна філія університету є правонаступником Краснолиманського навчально-консультаційного пункту, створеного в 1965 році.
Розпорядженням Кабінету Міністрів України № 1049-р від 30 жовтня 2014 року УкрДАЗТ реорганізовано в Український державний університет залізничного транспорту.

## Структура
Університет має у своєму складі 5 факультетів та навчально-науковий центр з денним та заочним навчанням, 30 кафедр, у тому числі 22 випускаючих, які мають філії на підприємствах, заочну філію у м. Лиман Донецької області та підпорядкований на правах відокремленого структурного підрозділу ДВНЗ «Донецький інститут залізничного транспорту» (наразі позбавлений ліцензії на освітню діяльність у зв'язку з тимчасовою окупацією території ОРДЛО незаконними збройними формуваннями).

### Факультети
- Будівельний факультет
  - Кафедра «Будівельні матеріали, конструкції та споруди» (БМКС)
  - Кафедра «Будівельна механіка та гідравліка» (БМГ)
  - Кафедра «Машинобудування та технічний сервіс машин» (МТСМ)
  - Кафедра «Вишукувань та проєктування шляхів сполучення, геодезії та землеустрою» (ВПГЗ)
  - Кафедра «Залізнична колія і транспортні споруди» (ЗКТС)
- Факультет «Інформаційно-керуючі системи та технології» (ІКСТ)
  - Кафедра «Автоматика та комп’ютерне телекерування рухом поїздів» (АТ)
  - Кафедра «Інформаційні технології» (ІТ)
  - Кафедра «Обчислювальна техніка та системи управління» (ОТ та СУ)
  - Кафедра «Спеціалізовані комп’ютерні системи» (СКС)
  - Кафедра «Транспортний зв’язок» (ТЗ)
- Механіко-енергетичний факультет
  - Кафедра «Інженерія вагонів та якість продукції» (ІВ)
  - Кафедра «Експлуатація та ремонт рухомого складу» (ЕРРС)
  - Кафедра «Електроенергетика, електротехніка та електромеханіка» (ЕТЕМ)
  - Кафедра «Механіка і проєктування машин» (М і ПМ)
  - Кафедра «Теплотехніка, теплові двигуни та енергетичний менеджмент» (ТТДЕМ)
- Факультет «Управління процесами перевезень» (УПП)
  - Кафедра «Залізничні станції та вузли» (ЗСВ)
  - Кафедра «Вища математика та фізика»
  - Кафедра «Охорона праці та навколишнього середовища»
  - Кафедра «Транспортні системи та логістика» (ТСЛ)
  - Кафедра «Управління вантажною і комерційною роботою» (УВКР)
  - Кафедра «Управління експлуатаційною роботою» (УЕР)
- Економічний факультет
  - Кафедра «Економіка та управління виробничим і комерційним бізнесом» (ЕУВКБ)
  - Кафедра «Маркетинг, комерційна діяльність та економічна теорія» (МКЕТ)
  - Кафедра «Менеджмент, публічне управління та HR-технології»
  - Кафедра «Фінанси, облік і аудит»

### Центри
- Навчально-науковий центр гуманітарної освіти (ННЦГО)
  - Кафедра «Іноземні мови»
  - Кафедра «Історія та мовознавство»
  - Кафедра «Фізичного виховання та спорту» (ФВС)
  - Кафедра «Філософія та соціологія»
  - Кафедра «Правове забезпечення та адміністрування транспортної діяльності»
- Навчально-науковий центр освіти дорослих (ННЦОД)
- Навчально-науковий центр спеціального навчання працівників суб’єктів перевезення небезпечних вантажів (ННЦНВ)
- Центр навчально-практичної підготовки, професійної та дуальної освіти (ЦНПП)
- Навчально-науковий центр міжнародного співробітництва та освіти
- Центри міжнародного співробітництва

### Наукові підрозділи
- Науково-дослідна частина
- Галузеві науково-дослідні лабораторії
- Аспірантура та докторантура

### Відокремлені структурні підрозділи та філії
- Лиманська заочна філія (м. Лиман)
- ДВНЗ «Донецький інститут залізничного транспорту»

## Спеціальності та освітні програми
Перелік спеціальностей, за якими здійснюється підготовка в УкрДУЗТ:
- 035 Філологія
- 051 Економіка
- 071 Облік і оподаткування
- 072 Фінанси, банківська справа та страхування
- 073 Менеджмент
- 074 Публічне управління та адміністрування
- 075 Маркетинг
- 076 Підприємництво, торгівля та біржова діяльність
- 123 Комп’ютерна інженерія
- 126 Інформаційні системи та технології
- 131 Прикладна механіка
- 133 Галузеве машинобудування
- 141 Електроенергетика, електротехніка та електромеханіка
- 144 Теплоенергетика
- 151 Автоматизація та комп’ютерно-інтегровані технології
- 152 Метрологія та інформаційно-вимірювальна техніка
- 172 Телекомунікації та радіотехніка
- 174 Автоматизація, комп’ютерно-інтегровані технології та робототехніка
- 175 Інформаційно-вимірювальні технології
- 192 Будівництво та цивільна інженерія
- 193 Геодезія та землеустрій
- 263 Цивільна безпека
- 273 Залізничний транспорт
- 275 Транспортні технології (на залізничному транспорті)
- 281 Публічне управління та адміністрування

## Ректори
- Беседовський Іван Олександрович (1930—1935)
- Шмайонок Мірра Абрамівна (1935—1936)
- Чорнобривець Василь Павлович (1936—1937)
- Парфьонов Денисій Федорович (1937—1938)
- Шедей Олександр Ісидорович (1938—1951)
- Ігнатьєв Олександр Федорович (1951—1972)
- Хомич Анатолій Захарович (1972—1980)
- Соболєв Юрій Володимирович (1980—2004)
- Данько Микола Іванович (2004—2013)[1]
- Панченко Сергій Володимирович (з 2014 року)

## Керівництво
- Ректор — Панченко Сергій Володимирович, д.т.н., професор;
- Проректор з науково-педагогічної роботи — Панченко Владислав Вадимович, к.т.н., доцент;
- Проректор з науково-педагогічної роботи — Каграманян Артур Олександрович, к.т.н., доцент;
- Проректор з науково-педагогічної роботи — Соломніков Іван Володимирович, к.е.н., доцент.

## Відомі випускники
- Чигирин Юлій Федорович (1935—1962) — інженер-залізничник, кавалер ордена Червоної Зірки.
- Кірпа Георгій Миколайович — генеральний директор Державної адміністрації залізничного транспорту України (2000—2004), міністр транспорту України (2002—2003), міністр транспорту та зв'язку України (2004).
- Середа Василь — інженер залізничного транспорту, доцент, професор.
- Зубенко Владислав Віталійович — учасник Євромайдану. Герой «Небесної Сотні». Герой України.
- Данько Микола Іванович — д.т.н., професор, ректор університету у 2004—2013 роках.
- Богдан Вадим Миколайович — перший заступник голови Відділення економіки і управління Української академії наук (2008—2016), доктор економічних наук, академік Української академії наук.
- Бутенко Юрій Ілліч — учений, фахівець у галузі теоретичної механіки.
- Бойник Анатолій Борисович — вчений та педагог у галузі автоматизованих систем керування на залізничному транспорті, завідувач кафедри «Автоматика та комп'ютерне телелекерування рухом поїздів» УкрДУЗТ, доктор технічних наук, професор.
- Щербина Борис Євдокимович — радянський державний і партійний діяч, заступник голови Ради Міністрів СРСР, Герой Соц.Праці.

## Спеціалізовані Вчені ради по захисту дисертацій
В університеті працюють чотири спеціалізовані вчені ради з захисту докторських і кандидатських дисертацій:
- Д64.820.01 з правом прийняття до розгляду та проведення захисту дисертацій за спеціальністю 05.12.02 — телекомунікаційні системи та мережі;
- Д64.820.02 з правом прийняття до розгляду та проведення захисту дисертацій за спеціальностями: 05.23.01 — будівельні конструкції, будівлі та споруди; 05.23.05 — будівельні матеріали та вироби;
- Д64.820.04 з правом прийняття до розгляду та проведення захисту дисертацій за спеціальностями: 05.22.01 — транспортні системи; 05.22.07 — рухомий склад залізниць та тяга поїздів; 05.22.20 — експлуатація та ремонт засобів транспорту.
- Д64.820.05 з правом прийняття до розгляду та проведення захисту дисертацій за спеціальностями: 08.00.03 — економіка та управління національним господарством (економіка залізничного та автомобільного транспорту); 08.00.04 — економіка та управління підприємствами (економіка залізничного та автомобільного транспорту)[2].

## Бібліотека
Науково-технічна бібліотека УкрДУЗТ здійснює обслуговування через 7 абонементів, 3 читальних зали та медіатеку. Бібліотечний фонд — всього 895000 прим., у тому числі книг — 420404, періодичних видань — 20769, авторефератів і дисертацій — 3280, спец. видів — 3111, CD-R — 96, маг. касет — 53. Є обмінний фонд — 4631 прим.
В УкрДУЗТ є репозитарій академічних текстів, створений для накопичення, систематизації та зберігання інтелектуальних продуктів університетської спільноти на основі вільного програмного забезпечення DSpace.

## Навчально-матеріальна база
20 лютого 2017 року в залізничному університеті відкрили аудиторію імені Героя України Владислава Зубенко. Аудиторія 1.415 з новим комп'ютерно-медійним обладнанням призначена для навчання студентів факультету Управління процесами перевезень, який у 2014-му з червоним дипломом закінчив Владислав.